# Corts de València (1371)
Les Corts de València de 1371, Corts Generals del regne de València, foren convocades a València per Pere el Cerimoniós el 26 d'abril de 1371, van començar el 8 de maig, el 19 de maig el monarca fa el seu parlament inaugural en el palau bisbal, i van cloure el 24 o el 25 de setembre, amb l'objectiu d'aconseguir un donatiu per fer front a les despeses ocasionades amb l'enviament d'una expedició militar a Sardenya per a reprimir la rebel·lió del jutge d'Arborea.
A aquestes Corts assistiren 5 localitats (València, Oriola, Xàtiva, Morella i Alacant), 6 representants del braç eclesiàstic (el bisbe de València, els procuradors dels capítols de les seus de València i de Tortosa, el comanador a València de l'Orde de l'Hospital, el procurador del Mestre de l'Orde de Montesa i l'abat de la Valldigna) i 19 nobles.
El 9 de setembre s'aprova un subsidi de 50.000 florins d'Aragó (27.500 lliures valencianes) per a fer front a les peticions reials, però per la falta d'acord entre els braços, és el rei qui estableix la modalitat del pagament, amb la meitat mitjançant les generalitats, i l'altra meitat mitjançant el compartiment, en la mateixa proporció que es va establir en les Corts de 1369-1370; Cada braç elegeix un diputat i dos comptadors, els quals disposen de total llibertat per a actuar, per a administrar les generalitats, per a establir el compartiment dins de cada braç, per arrendar els imposts i rebre préstecs, existint una total independència de la Generalitat respecte de la Corona. El pagament del repartiment s'estableix en dos terminis, el primer al desembre de 1371, i el segon, a l'abril/maig de 1372. Junt als aspectes i característiques del donatiu, i formant part del mateix donatiu, es negocien una sèrie de peticions comunes als tres braços, unes, i altres pròpies d'un o dos braços. Entre les comunes estan la prohibició d'exigir altre donatiu mentre dure aquest, l'exempció del dret de segell en els documents relatius a aquest donatiu, la nul·litat de la prohibició d'exportar metalls fora del regne, el perdó general en tant el castic no fos la pena capital o la mutilació d'un membre. Els braços militar i eclesiàstic demanen el cessament de la recaptació del donatiu en cas d'iniciar-se un enfrontament amb Castella, però no és acceptat, com tampoc la petició dels braços reial i militar de modificar les condicions del servei sense alterar la quantitat assignada. El braç reial demana restringir l'activitat de jueus i mudèjars, als dos prohibint que treballen el festius cristians, que és aprovat pel rei, i als segons, a més, que no puguen fer la crida a l'oració, petició rebutjada pel rei.
Item, sia ordenat per vós, senyor; perpetualment que alcú juheu o sarrahí de qualsevol edat, linatge o condició sia d'alcuna ciutat, vila o loch del regne; en los dies de digmenge e festes colents de la Sancta Ecclesia no gos obrar o fer alcuna obra o faena manual […] dins la moreria o juheria, en carrer de passatge, ne a la porta d'alberch qui sia en aytal carrer, mas si obra o faena volen fer que aquella facen dins casa lur ...
En aquestes Corts, el braç reial presenta 36 capítols de greuges i altres peticions, que foren acceptats pel rei amb reserves en alguns punts, i ratificades el 24 de setembre, majorment referits a ingerències dels oficials reials (algutzir, jutges, escrivans, tresorers, canceller, assessors del portaveu del governador) en la jurisdicció municipal; però també peticions sobre la inalienabilitat del reialenc, sobre el manteniment dels jueus en els seus barris (ja demanat en les Corts de 1369-1370), sobre la pertinença de Cullera a la ciutat de València, sobre la validesa de les remissions de penes establides en corts anteriors, sobre la prohibició d'alienar en clergues alguns béns, sobre successions de fills naturals, sobre l'impost de la cena o sobre el comerç (coses vedades, blat). D'aquests capítols destaca el XII, intitulat Que les letres contra fur impetrades no sien observades, que atorgat i convertit en fur, desenvolupa el procediment a seguir per a la reparació de greuges i contrafurs comesos per oficials reials fora del període de sessions de Corts, i estableix una primera instància a càrrec del governador o del seu lloctinent, amb la possibilitat implícita d'apel·lar al rei.
El braç militar, per la seva part, el 25 de setembre de 1371 presenta 12 capítols de greuges i altres peticions, que tracten sobre el conflicte jurisdiccionals sobre els mudèjars, sobre ingerències dels oficials reials (algutzirs, fiscals i altres oficials), en contra de la moratòria del cobrament de censals i de les despeses que acompanyen a les execucions dels embargaments per deutes, sobre la remissió de certs delicte, i sobre la confirmació de franquícies.
I el braç eclesiàstic també presenta capítols de greuges i altres peticions, però sols 7, i dels quals 3 també els havien presentat les ciutats reials. Els capítols presentats tracten sobre abusos dels oficials reials, sobre la jurisdicció sobre els jueus i en contra que aquests ocupen cases fora del call, sobre el pagament de la cena i sobre el manteniment de l'exempció del pagament de certs drets reials.